# Davide Giri
Davide Giri (Alba, 10 de diciembre de 1990-Nueva York, 3 de diciembre de 2021) fue un informático italiano especializado en cibernética.
En 2021, Giri era un estudiante de doctorado en informática en la Universidad de Columbia. Giri era autor en publicaciones académicas.
The New York Times publicó que el asesinato de Giri había sido una "repetición" del asesinato de Tessa Majors; otros medios de comunicación meramente anotaron que ambos casos tuvieron lugar en el parque Morningside de la ciudad de Nueva York.
En 2022, la universidad estableció un fondo llamado «Davide Giri Memorial Prize Fund» para becar estudiantes de la facultad de ciencias.

## Educación y juventud
Giri era originario de Alba, en el Piamonte italiano. 
Obtuvo su diploma en el Liceo Scientifico Cocito en Alba en 2009. En 2012 se graduó en el Politécnico de Turín, con 110/110 cum laude, especializándose en electrónica en la Universidad Tongji y sacando una maestría en la Universidad de Illinois.
Tocaba el piano y era un entusiasta del fútbol. Jugaba en el equipo Club Internacional de Fútbol de Nueva York; de hecho fue asesinado mientras regresaba a casa de un entrenamiento.

## Muerte
En diciembre de 2021, Giri fue atacado y acuchillado a muerte en Nueva York, entre la calle 123 y la Décima Avenida, en las inmediaciones del parque Morningside no lejos del campus de la Universidad de Columbia donde estudiaba. En la noche de su asesinato, otro italiano, Roberto Malaspina, de 27 años, también fue acuchillado y llevado al mismo hospital. Malaspina había llegado a los Estados Unidos justo el día antes, el 1 de diciembre de 2021, y esa noche sobre las 11:00 pm caminaba por la  Calle 110.ª,  hacia el sur de Harlem, a cinco cuadras de Giri. El agresor fue más tarde identificado como el afroestadounidense Vincent Pinkney, de 25 años, un miembro de la pandilla criminal Everybody Killer, quien primero asesinó a Giri y luego, con su cuchillo ensangrentado, hirió gravemente a Malaspina. El primer ataque ocurrió a las 10:56 pm entre la Calle 123.ª y la Décima Avenida en Morningside, el segundo ataque hacia las 11:10 pm entre la Calle 110.ª y Catedral Parkway al inicio de Central Park Oeste. Los policías lograron encontrarle y arrestarle mediante el testimonio de un tercer hombre, quién informó haber sido acechado por un hombre con un cuchillo en el cercano Central Park.
Giri Regresaba de entrenar con su equipo de fútbol, el Nueva York Club de Fútbol Internacional. El 4 de diciembre una ceremonia conmemorativa se llevó a cabo en el campus  de la universidad de Columbia. También sus colegas del fútbol escribieron una declaración conmemorativa con pésames a su familia. Muchos entre el conmovido alumnado asistieron al evento. El presidente de la Universidad de Columbia, Bollinger, envió su "pésame más profundo a la familia de Davide."

## Presunto asesino
Vincent Pinkney fue declarado incompetente mental, por lo que no fué enjuiciado por el asesinato de Giri ni por el achuchillamiento de Malaspina.  Se le había acusado de asesinato, intento de asesinato, assault, delito de lesiones, y tres acusaciones de posesión criminal de arma.  El arresto Pinkney for asesinato fué su duodécimo en los nueve años precedentes, habiendo sido previamente arrestado por robo y por delito de lesiones, entre otros.  Pinkney estuvo detenido 11 meses.

## Reacción
La comunidad ítalo-estadounidense en Nueva York quedó muy impresionada por el asesinato de Giri y el intento de asesinato de Malaspina. En Italia el asesinato de Giri causó duelo y desánimo. En marzo de 2022, Josep Borrell escribió: «La Comisión [Europea] condena de la forma más vehemente este brutal e insensato asesinato». La ACLI de Mussotto organizó actividades para financiar investigaciones científicas en memoria de Giri. En abril de 2022, la universidad y el consulado del difunto inauguraron una serie de ponencias en su honor; el Chicago Tribune declaró los homicidios de estudiantes una "crisis", citando, entre otros, el de Giri.  En junio de 2022, se organizó en Astoria (Nueva York), la «5K Charity Run for Davide», una carrera solidaria para recaudar fondos para becas, la cual se repitió en 2023 y 2024. La Universidad de Macerata otorgó becas para los Estados Unidos en 2025, en presencia de los padres de Giri, Renato y Pina.

## Publicaciones
- D. Giri, K. -L. Chiu, G. Eichler, P. Mantovani Y L. P. Carloni, "Integración de Acelerador para Abierto-Fuente SoC Diseño," en IEEE Micro, vol. 41, núm. 4, pp. 8-14, 1 julio-Ago. 2021, doi: 10.1109/MM.2021.3073893.[32]
- D. Giri, P. Mantovani Y L. P. Carloni, "Aceleradores y Coherencia: Un SoC Perspectiva," en IEEE Micro, vol. 38, núm. 6, pp. 36-45, 1 Nov.-Dic. 2018, doi: 10.1109/MM.2018.2877288.[33]
- D. Giri, G. Causapruno Y F. Riente, "Paralelo y Computación de Serial en Nanomagnet Lógica: Una Visión general" en Transacciones de IEEE encima Escala Muy Grande Integración (VLSI) Sistemas, vol. 26, núm. 08, pp. 1427-1437, 2018, doi: 10.1109/TVLSI.2018.2821107.[34]
- D. Giri, M. Vacca, G. Causapruno, M. Zamboni and M. Graziano, "Modeling, Design, and Analysis of MagnetoElastic NML Circuits," in IEEE Transactions on Nanotechnology, vol. 15, no. 6, pp. 977-985, Nov. 2016, doi: 10.1109/TNANO.2016.2619377.[35]
- D. Giri, M. Vacca, G. Causapruno, W. Rao, M. Graziano y M. Zamboni, "Una aproximación de célula estándar para MagnetoElastic NML circuitos," 2014 IEEE/ACM Simposio Internacional en Nanoscale Arquitecturas (NANOARCH), 2014, pp. 65-70, doi: 10.1109/NANOARCH.2014.6880491.[36]